# TPPを慎重に考える会
TPPを慎重に考える会（てぃーぴーぴーをしんちょうにかんがえるかい）は、日本の超党派の議員連盟。

## 概要

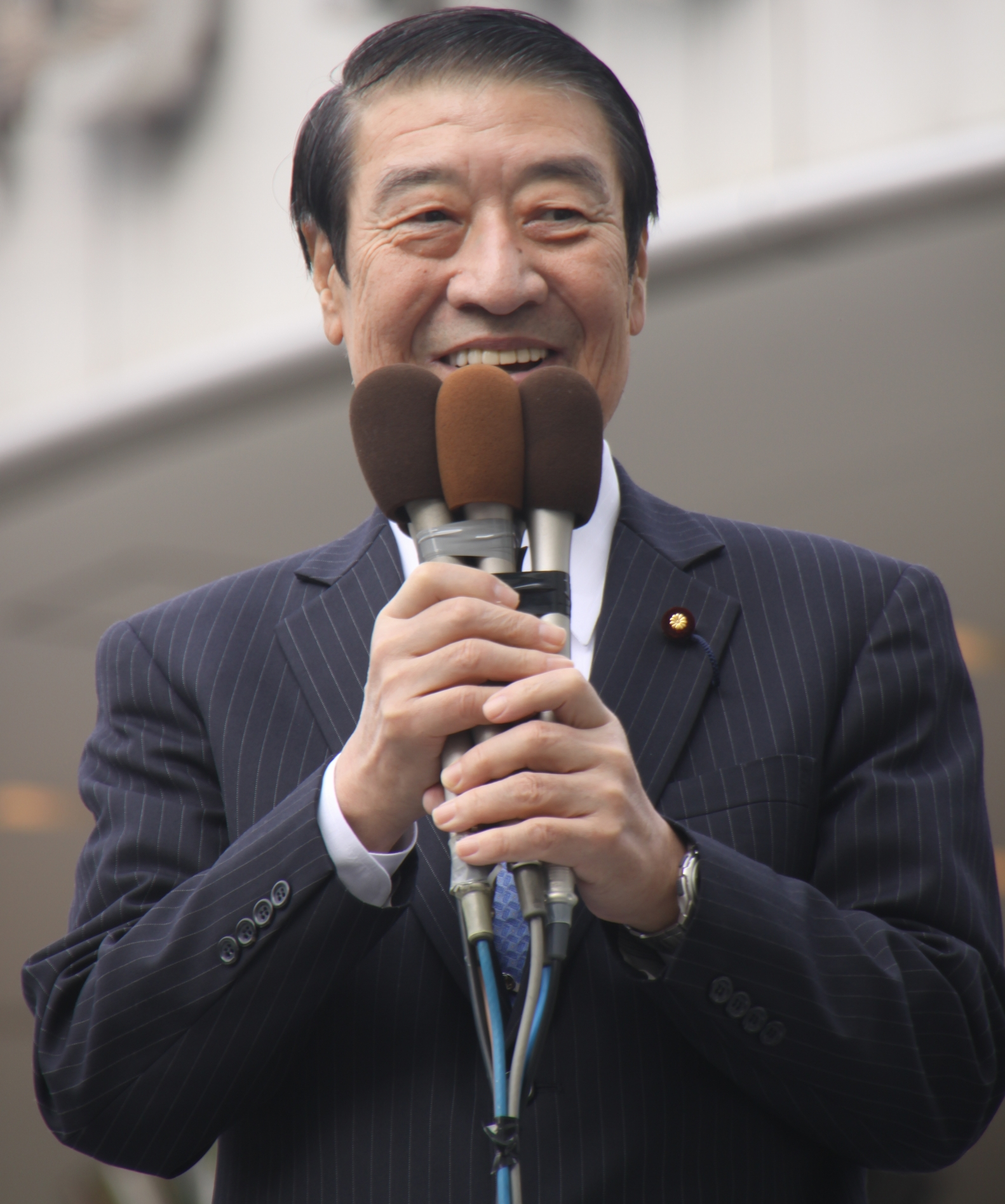
2011年11月5日、「TPP交渉参加に反対する街頭演説会」にて演説するTPPを慎重に考える会会長の山田正彦

「TPPを慎重に考える会」は、環太平洋パートナーシップ協定に対して慎重な姿勢をとる国会議員により結成された議員連盟である。
TPPを慎重に考える会では、環太平洋パートナーシップ協定の問題点として、農林水産物の重要品目の関税撤廃、残留農薬・食品添加物・遺伝子組み換え食品に対する規制の変更、政府調達の基準額引き下げ、医療保険制度の変更、外国人入国の拡大、投資家対国家の紛争処理手続きの導入、環境問題、知的財産権制度の変更、公営企業に及ぼす影響、といった項目を列挙し、警鐘を鳴らしている。

## 沿革

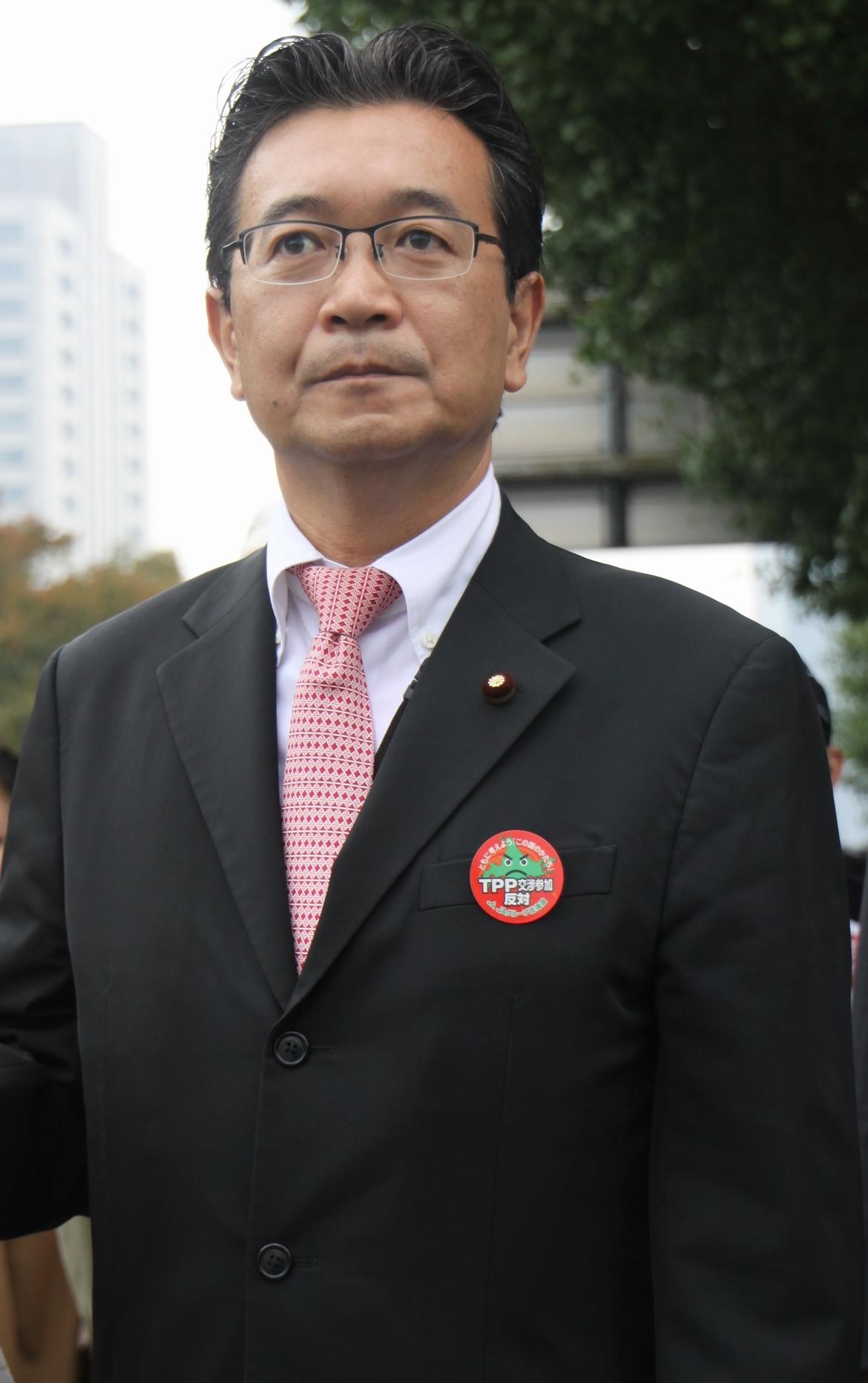
2011年11月5日、「TPP交渉参加に反対するデモ行進」にて「TPP交渉参加反対」バッジを着用した川内博史

環太平洋パートナーシップ協定に慎重な姿勢をとる民主党、社会民主党、国民新党、新党日本など超党派の国会議員約180名が集まり、議員連盟として「TPPを慎重に考える会」を結成した。TPPを慎重に考える会の会長には、農林水産大臣などを歴任した衆議院議員の山田正彦が就任した。また、幹事長には、内閣官房副長官などを歴任した衆議院議員の松野頼久が就任した。
2011年2月、TPPを慎重に考える会会長の山田正彦は、東京大学名誉教授の宇澤弘文らとともに、新たな国民運動団体「TPPを考える国民会議」を発足させた。宇澤が代表世話人に就任し、山田は中央大学理事長の久野修慈とともに副代表世話人に就任した。
2011年10月には、国会議員110名、および、代理出席者100名を集め、TPPを慎重に考える会の総決起集会を開催した。内閣総理大臣などを歴任した鳩山由紀夫、衆議院副議長などを歴任した渡部恒三ら、ベテランの国会議員も参加した。
また、2011年11月には、TPPを考える国民会議が主催する街頭演説会が開催され、約1000人近い聴衆が集まった。TPPを慎重に考える会会長でありTPPを考える国民会議副代表世話人を兼任する山田正彦をはじめ、TPPを慎重に考える会のメンバーらが多く参加した。衆議院議員の原口一博や参議院議員の山田俊男らが街頭演説会に参加するとともに、衆議院議員の篠原孝や川内博史らが先導するデモ行進などが行われた。

## 役員
| 役職   | 氏名     | 党派   | 党派 |
| ------ | -------- | ------ | ---- |
| 会長   | 山田正彦 | みどり |      |
| 幹事長 | 松野頼久 | 希望   |      |